# Сідар (озеро)
Сідар (англ. Cedar Lake — кедрове озеро) — озеро в провінції Манітоба (Канада).
Розташоване на заході провінції, північніше озера Вінніпегосіс. Одне з великих озер Канади — площа водної поверхні становить 1321 км², загальна площа — 1353 км², п'яте за величиною озеро в провінції Манітоба. Висота над рівнем моря 253 метри, коливання рівня озера до 3 метрів. Льодостав з листопада по червень. Озера Вінніпег, Вінніпегосіс, Манітоба та Сідар є залишками стародавнього льодовикового озера Агассис і утворюють компактну групу озер, пов'язаних між собою річками.
Із заходу на схід через озеро протікає річка Саскачеван, з'єднуючи Сідар з озером Вінніпег. Будівництво на річці Саскачеван поблизу її впадання в озеро Вінніпег греблі довжиною 25,6 км в 1961-64 роках викликало підйом рівня озера Сідар на 3,65 метра і забезпечило стабільне вироблення електроенергії на ГЕС Гранд-Рапідс, проте підвищення рівня озера спричинило також і затоплення більшої частини резервації крі, тому її населення було змушене переїхати в Істервілл, розташований біля південно-східного краю озера.
Любительське рибальство, спеціалізація — судак, північна щука і жовтий окунь.
Озеро відомо знахідками бурштинових скам'янілостей крейдового періоду. Цей тип бурштину називають «Чемавініт» на честь індіанського племені, що живе в околицях озера. Цей бурштин містить багато включень органічного характеру.